# Lankesterella (alvéolé)
Pour les articles homonymes, voir Lankesterella.
Genre
Lankesterella est un genre d'apicomplexés de la famille des Lankesterellidae. Ses membres parasitent généralement les amphibiens, mais peuvent être retrouvés chez des reptiles et des oiseaux.

## Liste des espèces
- Lankesterella alencari
- Lankesterella baznosanui
- Lankesterella bufonis
- Lankesterella hylae
- Lankesterella millani
- Lankesterella minima
- Lankesterella petiti
- Lankesterella poeppigii
- Lankesterella tritonis